# 林完
林 完（りん かん、朝鮮語: 임완、生没年不詳）は、高麗王朝の文臣。高麗王朝に帰化していた中国宋人。

## 人物
1114年、文科及第、礼部員外郎に任命。仁宗が寿昌宮の隣に設置した書籍所の顧問となり、国子司業知制誥に任命される。1135年、妙清が民を惑わし、西京に大華宮を建立するために民を苦しめている、と仁宗に妙清の処刑を上訴した。